# Degerö, Ingå
Degerö är en by i Ingå kommun i det finländska landskapet Nyland. Byn är belägen på udden Degerölandet i den före detta kommunen Degerby.
Runtom Degerö finns en vacker skärgård och söder om skärgården finns den mycket trafikerade båtleden Helsingfors-Hangö. Degerölandets udd begränsas av Svenviken och Torbackaviken. Öster om Degerö finns Kopparnäs och Porkala udd.
Under Porkalaparentesens tid mellan 1944 och 1956 fanns det en sovjetisk gränsbataljon i Degerö. Bataljonen var den västligaste sovjetiska gränsstation i Porkala-området.